# بطولة العالم للناشئين لألعاب القوى 2012
الدورة 14 من بطولة العالم للناشئين لألعاب القوى تستضيفها مدينة برشلونة بإسبانيا سنة 2012، بملعب ستاد لويس كومبانيس الأولومبي.